# زمان در مالزی
زمان استاندارد مالزی (مالایی: Waktu Piawai Malaysia) یا زمان مالزی (MYT) زمان استاندارد است که در مالزی استفاده می‌شود. ۸ ساعت جلوتر از ساعت هماهنگ جهانی (یو تی سی) است. زمان میانگین محلی کوالالامپور در ابتدا جی ام تی +۶:۴۶:۴۶ بود. شبه‌جزیره مالزی این زمان میانگین محلی را تا روز ۱ ژانویه ۱۹۰۱، هنگامی که به زمان میانگین سنگاپور جی ام تی +۶:۵۵:۲۵ تغییر یافت، استفاده می‌کرد. مابین پایان جنگ جهانی دوم تا هنگام تشکیل مالزی در روز ۱۶ سپتامبر ۱۹۶۳، به عنوان زمان استاندارد مالایای بریتانیا که جی ام تی +۷:۳۰ بود، شناخته می‌شد. در ساعت ۲۳:۳۰ دقیقه روز ۳۱ دسامبر ۱۹۸۱، مردم شبه‌جزیره مالزی ساعت‌های خود را ۳۰ دقیقه جلو کشیدند تا به ساعت محلی ۰۰:۰۰ روز ۱ ژانویه ۱۹۸۲ تبدیل شود و با زمان مورد استفاده در مالزی شرقی تطبیق پیدا کند، که یو تی سی +۸:۰۰ است. 